# Sakura Andō
Cet article concerne actice. Pour chanteuse, voir Sakura Andō (chanteuse).
Sakura Andō (安藤 サクラ, Andō Sakura), née à Tokyo le 18 février 1986, est une actrice japonaise. Elle est l'arrière petite-fille d’Inukai Tsuyoshi, un homme d'État japonais, dix-huitième Premier ministre du Japon.

## Filmographie partielle

### Au cinéma
- 2008 : Love Exposure (愛のむきだし, Ai no mukidashi?) de Sion Sono : Aya Koike
- 2012 : Our Homeland (かぞくのくに, Kazoku no kuni?) de Yang Yong-hi : Rie
- 2012 : Ai to makoto (愛と誠?) de Takashi Miike
- 2012 : Shokuzai (贖罪?) de Kiyoshi Kurosawa : Akiko (film en deux volets compilant les cinq épisodes de la série homonyme)
- 2012 : Sono yoru no samurai (その夜の侍?) de Masaaki Akahori (ja)
- 2013 : Petal Dance (ペタル ダンス, Petaru dansu?) de Hiroshi Ishikawa (en)
- 2014 : 0,5 mm (0.5ミリ, 0.5 miri?) de Momoko Andō : Sawa Yamagishi
- 2014 : 100 Yen Love (武正晴, Hyakuen no koi?) de Masaharu Take : Ichiko[1]
- 2017 : Destiny: The Tale of Kamakura (DESTINY 鎌倉ものがたり, Destiny: Kamakura monogatari?) de Takashi Yamazaki : la faucheuse
- 2018 : Une affaire de famille (万引き家族, Manbiki kazoku?) de Hirokazu Kore-eda : Nobuyo Shibata
- 2021 : The Great Yokai War: Guardians (妖怪大戦争 ガーディアンズ, Yōkai daisensō: Gādianzu?) de Takashi Miike : Ubume
- 2022 : A Man (ある男, Aru otoko?) de Kei Ishikawa : Rie Taniguchi
- 2023 : L'Innocence (怪物, Kaibutsu?) de Hirokazu Kore-eda : Saori Mugino
- 2023 : Godzilla Minus One (ゴジラ-1.0, Gojira Mainasu Wan?) de Takashi Yamazaki : Sumiko Ōta

### À la télévision
- 2012 : Shokuzai (贖罪?) de Kiyoshi Kurosawa : Akiko (série télévisée de cinq épisodes)

## Distinctions

### Récompenses
- 2013 : Blue Ribbon Award de la meilleure actrice pour Our Homeland[2]
- 2013 : prix Kinema Junpō de la meilleure actrice pour Our Homeland, Ai to makoto et Sono yoru no samurai[3]
- 2013 : prix Mainichi de la meilleure actrice dans un second rôle pour Ai to makoto[4]
- 2015 : Blue Ribbon Award de la meilleure actrice pour 0,5 mm et 100 Yen Love[5]
- 2015 : prix Kinema Junpō de la meilleure actrice pour 0,5 mm et 100 Yen Love
- 2015 : prix Mainichi de la meilleure actrice pour 0,5 mm[6]
- 2016 : prix de la meilleure actrice pour 100 Yen Love aux Japan Academy Prize[7]
- 2019 : prix Kinema Junpō de la meilleure actrice pour Une affaire de famille[8]
- 2019 : prix Mainichi de la meilleure actrice pour Une affaire de famille[9]
- 2023 : prix de la meilleure actrice dans un second rôle pour A Man aux Japan Academy Prize[10]

### Nominations
- 2015 : prix de la meilleure actrice pour 0,5 mm aux Japan Academy Prize[11]